# Wolfgang Zinser
Wolfgang Zinser (* 26. März 1964 in Löffingen) ist ein ehemaliger deutscher Leichtathlet.
Er wurde in den Jahren 1988 bis 1990 insgesamt dreimal Deutscher Hallenmeister im Dreisprung. 1989 wurde er in dieser Disziplin auch Deutscher Meister bei den Freiluftwettbewerben.
Seine persönliche Bestleistung erzielte er am 23. September 1988 in Düsseldorf mit 17,33 m. Damit belegt er in der ewigen Bestenliste des Deutschen Leichtathletik-Verbandes (DLV) hinter Ralf Jaros, Charles Friedek, Volker Mai, Dirk Gamlin und Peter Bouschen den sechsten Rang (Stand 2008).
In der Halle liegt seine persönliche Bestleistung bei 17,17 m, erzielt am 14. Januar 1990. Diese Weite bringt ihn auf Platz drei in der ewigen Bestenliste des DLV.
Bei einer Größe von 1,85 m hatte er ein Wettkampfgewicht von 69 kg.
Parallel zu seiner Leistungssportkarriere hat Wolfgang Zinser von 1985 bis zum Mai 1995 an der Heinrich-Heine-Universität Düsseldorf Medizin studiert und 1999 mit der Arbeit Rückenschmerzen und Hochleistungssport:Epidemiologie und Einflußfaktoren bei ehemaligen deutschen Spitzensportlern und Vergleich mit Daten aus der Normalbevölkerung westlicher Industrienationen promoviert. Nach weiteren Qualifizierungen arbeitet Dr. Zinser zurzeit als Chefarzt in Dinslaken.